# Pervomaiski (Calmúquia)
Pervomaiski (en rus: Первомайский) és un poble (un possiólok) de Calmúquia, a Rússia, segons el cens del 2012 tenia 694 habitants. Pertany al districte municipal de Priiútnoie.